# Cumberland (Kentucky)
Cumberland è un comune degli Stati Uniti d'America, situato nello Stato del Kentucky, nella contea di Harlan.